# Ernst Wilhelm Bohle

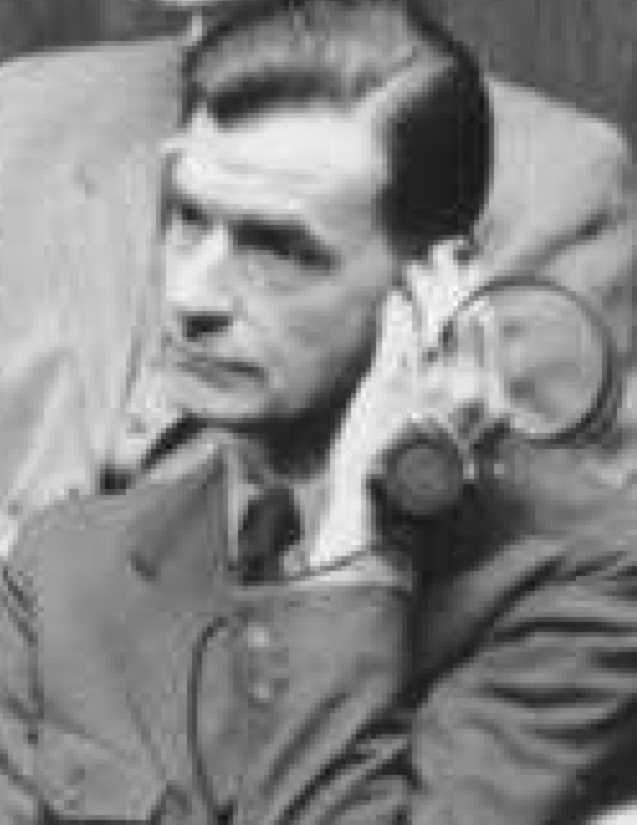
Ernst Wilhelm Bohle auf der Anklagebank im Nürnberger Prozess

Ernst Wilhelm Bohle (* 28. Juli 1903 in Bradford, Großbritannien; † 9. November 1960 in Düsseldorf) war von 1933 bis 1945 Gauleiter der NSDAP/AO, der Auslandsorganisation der NSDAP.

## Leben
Ernst Wilhelm Bohle wurde als Sohn des von Deutschland nach England ausgewanderten College-Lehrers und Ingenieurs Hermann Bohle (1876–1943) geboren. 1906 kam er nach Kapstadt, wo sein Vater eine Professur für Elektrotechnik an der Universität Kapstadt angetreten hatte. Er besuchte dort eine höhere Schule.
Bohle studierte in Köln und Berlin Politikwissenschaft und Betriebswirtschaftslehre und schloss im Dezember 1923 an der Handelshochschule Berlin als Diplom-Kaufmann ab. Seit dem Jahr 1922 war er Mitglied der Berliner Burschenschaft Gothia (damals im ADB). 1933 ging die Gothia in der Burschenschaft Neogermania Berlin auf, der Bohle fortan als Alter Herr angehörte. Nach dem Krieg wurde die Burschenschaft Gothia wieder eigenständig wiederbegründet und Bohle blieb ihr bis an sein Lebensende als Alter Herr verbunden.
Am 14. November 1925 heiratete er Gertrud Bachmann. Bohle war von 1924 bis 1930 als Niederlassungsleiter und Agent im Import-Export-Geschäft für verschiedene Unternehmen im Rheinland beschäftigt und gründete und leitete später zeitweise eine Autozubehörfirma in Hamburg. In der Weltwirtschaftskrise wurde er arbeitslos und konnte seine Familie in Hamburg kaum ernähren. 1931 bewarb er sich erfolgreich auf eine Stelle der Auslandsorganisation der NSDAP, die einen Afrika-Spezialisten suchte.
Zum 1. März 1932 trat Bohle der NSDAP bei (Mitgliedsnummer 999.185), und am 13. September 1936 schloss er sich der SS (SS-Nummer 276.915) an, wobei er im Rang eines Brigadeführers aufgenommen wurde. Am 20. April 1937 wurde Bohle zum SS-Gruppenführer und am 21. Juni 1943 zum SS-Obergruppenführer befördert.
Im Dezember 1931 wurde er Assistent von Hans Nieland, dem Leiter der „Auslandsorganisation der NSDAP“ (AO), zunächst zuständig für Süd- und Südwestafrika, später für Nordamerika. Diese Organisationseinheit war am 1. Mai 1931 in Hamburg gegründet worden, und der damalige NS-Reichsorganisationsleiter Gregor Strasser hatte Nieland zu ihrem Chef ernannt. Gregor Strassers Position wurde durch das schlechte Wahlergebnis der NSDAP bei den Wahlen im November 1932 in Frage gestellt. Das hatte auch Auswirkungen auf Nieland, der am 8. Mai 1933 von seinem Amt zurücktreten musste. Er wurde zwischenzeitlich Chef der Hamburger Polizeibehörde und später Mitglied der Hamburger Landesregierung. Im Oktober 1933 wurde die AO dem Stab des Stellvertreters des Führers Rudolf Heß zugeordnet.
Die AO war die einzige für die im Ausland befindlichen Parteimitglieder zuständige Parteigliederung. In nahezu jedem Land der Erde wurde eine dieser AO unterstehende Parteigruppe der NSDAP gegründet. Laut der Enzyklopädie des Nationalsozialismus lagen die „Haupttätigkeiten in der ideologischen Schulung der dortigen Parteimitglieder und Reichsdeutschen sowie in der Bekämpfung gegnerischer Propaganda und Assimilierungspolitik“. Die Tätigkeit der AO, „die ihre Kontakte auch zu Spionage und politischen Pressionen benutzte“, belastete häufig die Beziehungen zu anderen Nationen.
Ernst Wilhelm Bohle wurde im Rang eines Gauleiters mit der Leitung der AO beauftragt. Er war in Parteikreisen sehr angesehen. Joseph Goebbels bezeichnete ihn in seinem Tagebuch am 7. November 1935 als „eine(n) unserer fähigsten Leute“. Im März 1935 wurde die AO nach Berlin verlegt. Die AO wurde eine mächtige Behörde. Sie hatte vor Kriegsbeginn angeblich über 800 Mitarbeiter. Nach dem Umzug auch der Bohles nach Berlin kehrte auch der Vater Bohles aus Südafrika zurück. Hermann war von 1932 bis 1934 Landesgruppenleiter der NSDAP/AO in der Südafrikanischen Union gewesen und fungierte ab 1938 als Präsident der in Berlin ansässigen Deutsch-Südafrikanischen Gesellschaft.
1937 ernannte Hitler Bohle zum Chef der AO der NSDAP im Range eines Staatssekretärs z. b. V. im Auswärtigen Amt (AA). Bohle arbeitete als Staatssekretär in dieser Behörde in Angelegenheiten der NSDAP/AO, die er als weltweite Gesamtorganisation im Rang eines Gauleiters leitete. Als Rudolf Heß 1941 seinen Flug nach Großbritannien unternahm, wurde Bohles Position schwierig. Bohle musste Hitler offenbaren, dass er schon im Herbst 1940 für Heß einen Brief ins Englische hatte übersetzen müssen, den dieser angeblich an einen Politiker in England hatte schicken wollen, tatsächlich aber nach seinem Flug in England abgegeben hatte. Hitler verzieh ihm aber. Joachim von Ribbentrop stellte ihn nach dem 10. Mai 1941 kalt und drängte ihn Ende 1941 de facto aus dem Amt im AA. Staatssekretärsrang und -bezüge erhielt Bohle weiter bis Mai 1945. Bohle behielt die Zuständigkeit für die AO. Bohles Entlassung wurde nach außen hin geheim gehalten, um keine unliebsamen Diskussionen zu erzeugen.
Vom 12. November 1933 bis zum Ende des „Dritten Reiches“ wurde Bohle durch die NSDAP die Mitgliedschaft des nationalsozialistischen Reichstages zuerst für den Wahlbezirk Hamburg und später für den Wahlbezirk Württemberg beschafft.
Bohle erhielt wie alle hohen NS-Funktionäre mehrere Auszeichnungen. In seinem Fall waren das Kriegsverdienstkreuze, 1937 das Goldene Parteiabzeichen der NSDAP, 1942 die Dienstauszeichnung der NSDAP für 10 Dienstjahre (Bronze), von Himmler der SS-Ehrenring und einen Ehrendegen des Reichsführers SS. Ein Boot der Kriegsmarine (V 5911 (ex V 6101)) der 59. Vorpostenflottille in Norwegen wurde Gauleiter Bohle genannt.
Im Sommer 1945 war Bohle zusammen mit anderen Größen der NSDAP und der Wehrmacht im luxemburgischen Bad Mondorf im Kriegsgefangenenlager Nr. 32 (Camp Ashcan) interniert, bis das Lager in den Monaten August und September 1945 aufgelöst wurde.
Am 11. April 1949 wurde Bohle in einem der Nürnberger Nachfolgeprozesse, dem so genannten Wilhelmstraßen-Prozess, zu fünf Jahren Haft verurteilt. Er wurde bis zum  17. Januar 1948 von Ernst Achenbach verteidigt, ab 3. Februar 1948 von Elisabeth Gombel, welche ab Prozessbeginn Assistentin von Achenbach gewesen war. Acht Monate nach dem Urteil wurde Bohle am 21. Dezember 1949 vom amerikanischen Hochkommissar John Jay McCloy wieder begnadigt. Anschließend war er in Hamburg als Kaufmann tätig.
Ernst Wilhelm Bohle gab in der Nachkriegszeit den Anstoß zur Neugründung einer Organisation, die sich für den Ausbau zwischenstaatlicher Wirtschaftsbeziehungen zur Südafrikanischen Union einsetzte. Über verschiedene Zwischenstufen, zu denen ab Anfang 1950 „Südafrikanische Studiengesellschaften“ in Hamburg, München, Stuttgart und Düsseldorf gehörten (der Düsseldorfer Kreis wurde vom ehemaligen „Reichspressechef“ Otto Dietrich geleitet), entstand 1965 wieder die Deutsch-Südafrikanische Gesellschaft (DSAG).
Robert Kempner widmete Bohle aus Anlass dessen Todes einen kurzen „Nachruf“. Er hatte Bohle im Kriegsverbrechergefängnis Landsberg bei der Bearbeitung von Gnadengesuchen näher kennengelernt und bezeichnete ihn als einen der wenigen, die ausdrücklich die Untaten von Nazi-Deutschland bereut hatten und um Verzeihung baten.